# Marne (megye)
Koordináták: é. sz. 49° 00′, k. h. 4° 15′49.000000°N 4.250000°E
A Marne IPA: [maʁn]) megyét az alkotmányozó nemzetgyűlés 1790. március 4-ei határozata nyomán hozták létre a francia forradalom idején.

## Elhelyezkedése
Franciaország északkeleti részén terül el, Grand Est régió (2015 végéig Champagne-Ardenne régió) része. A északon az Ardennes, keleten a Meuse, délkeleten az Haute-Marne, délen az Aube, délnyugaton a Seine-et-Marne, északnyugaton az Aisne  megyék határolják.

## Települések
A megye legnagyobb városai 2011-ben:

| Település            | Népesség (fő, 2011) |
| -------------------- | ------------------- |
| Reims                | 180 752             |
| Châlons-en-Champagne | 45 153              |
| Épernay              | 24 035              |
| Vitry-le-François    | 13 384              |
| Tinqueux             | 10 300              |
| Bétheny              | 6 445               |
| Cormontreuil         | 6 082               |
| Fismes               | 5 391               |
| Saint-Memmie         | 5 319               |
| Sézanne              | 5 264               |

## Képek

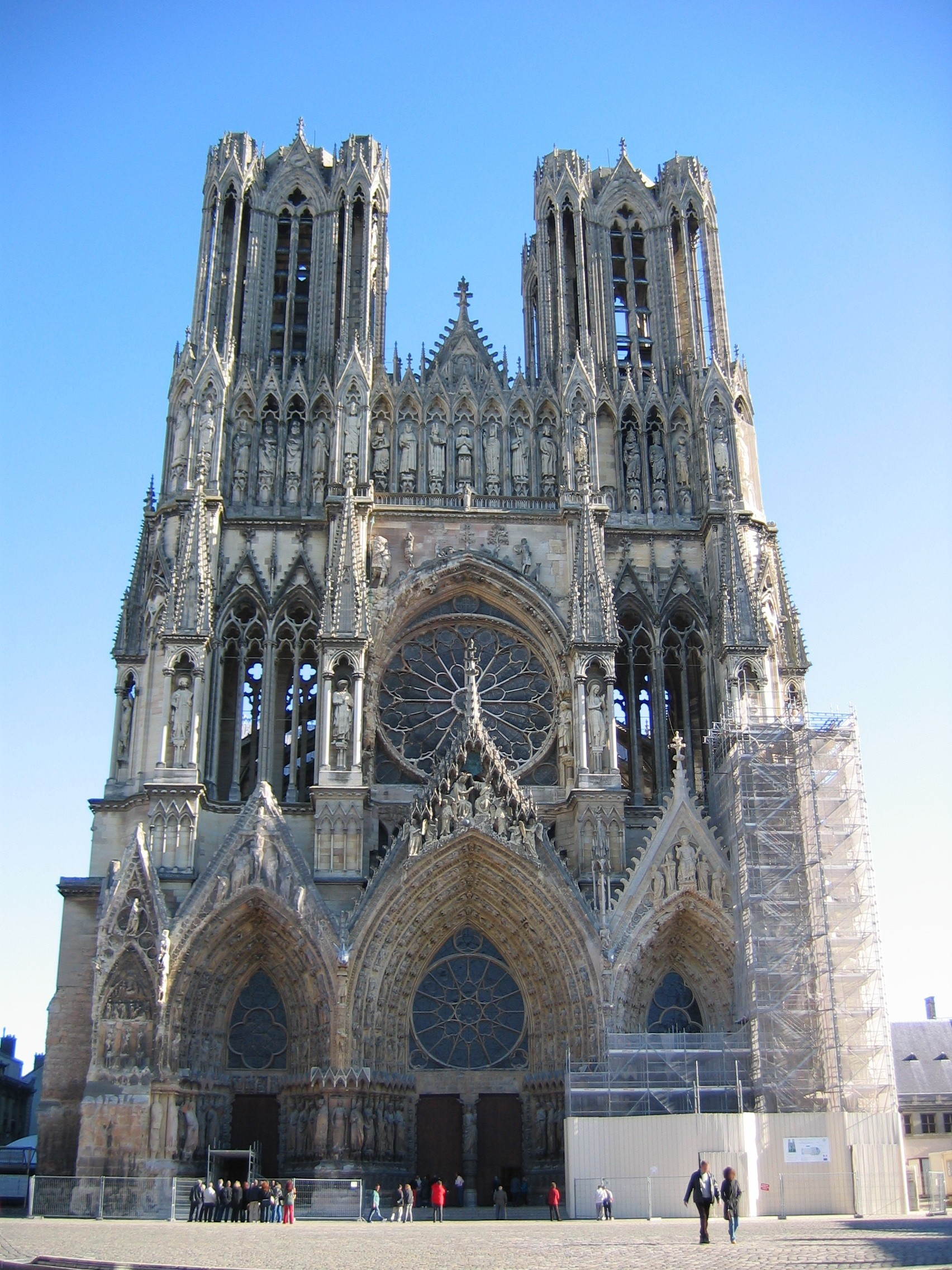
A Reimsi katedrális
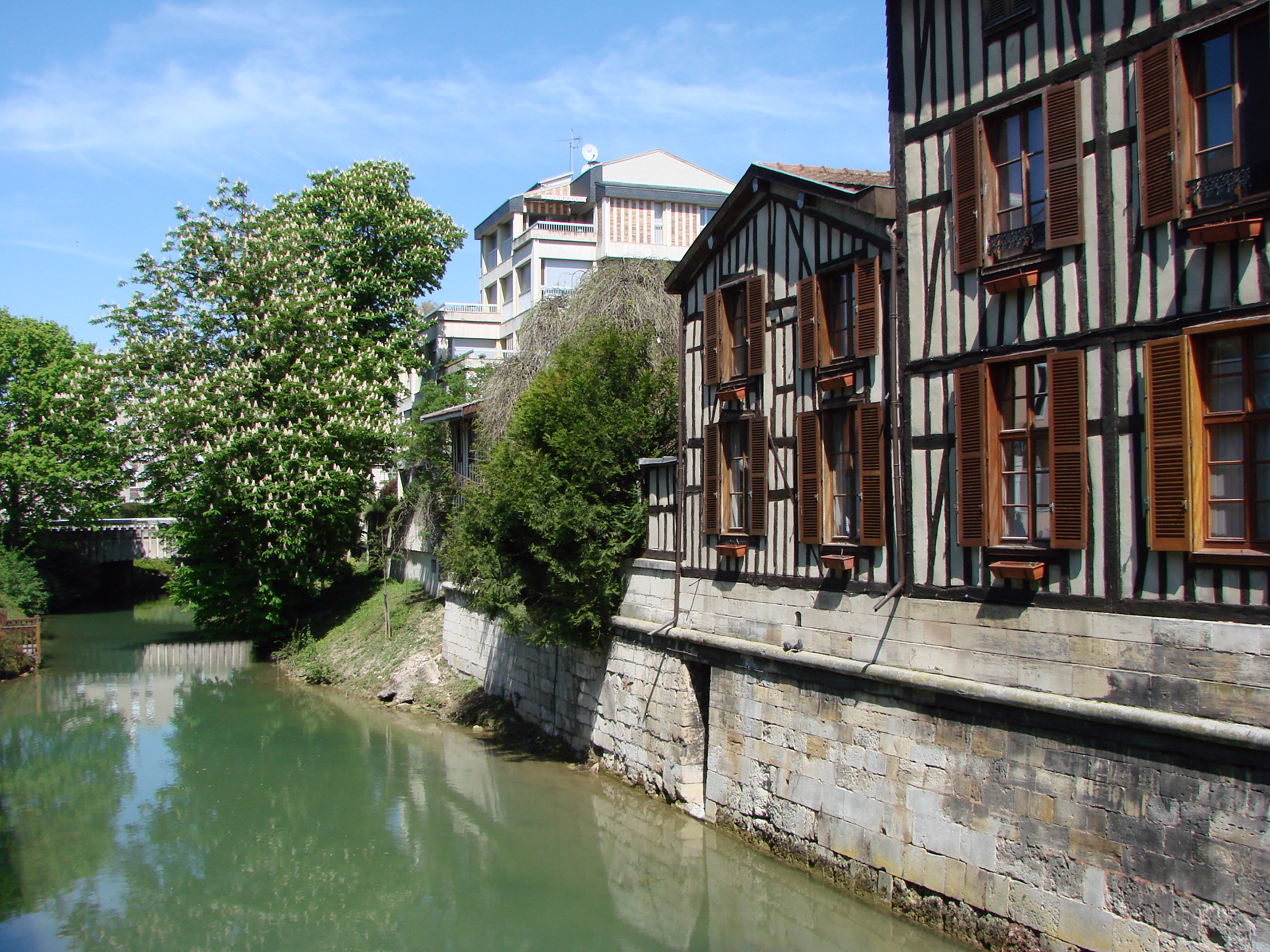
Châlons-en-Champagne
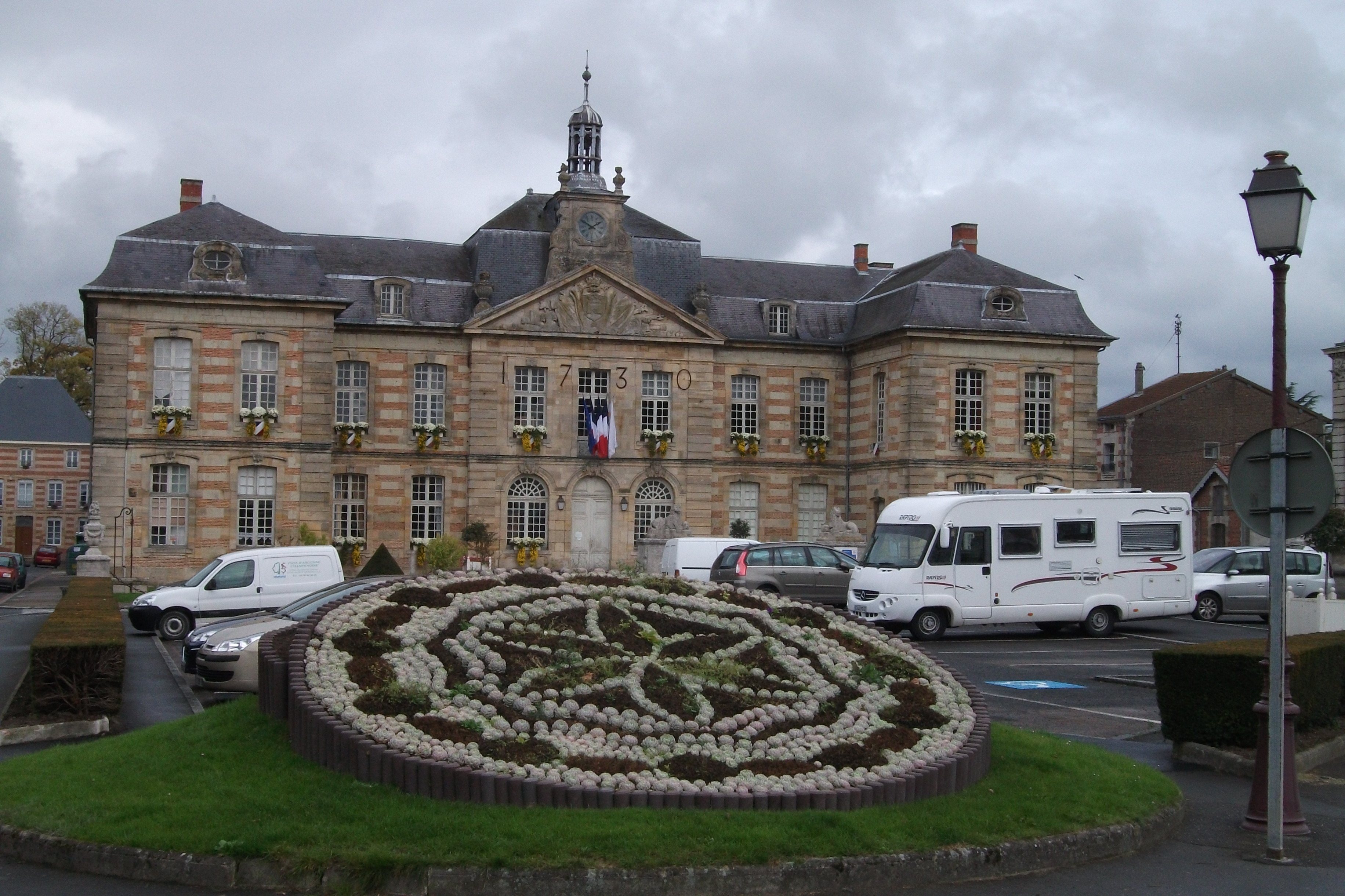
Városháza, Sainte-Menehould
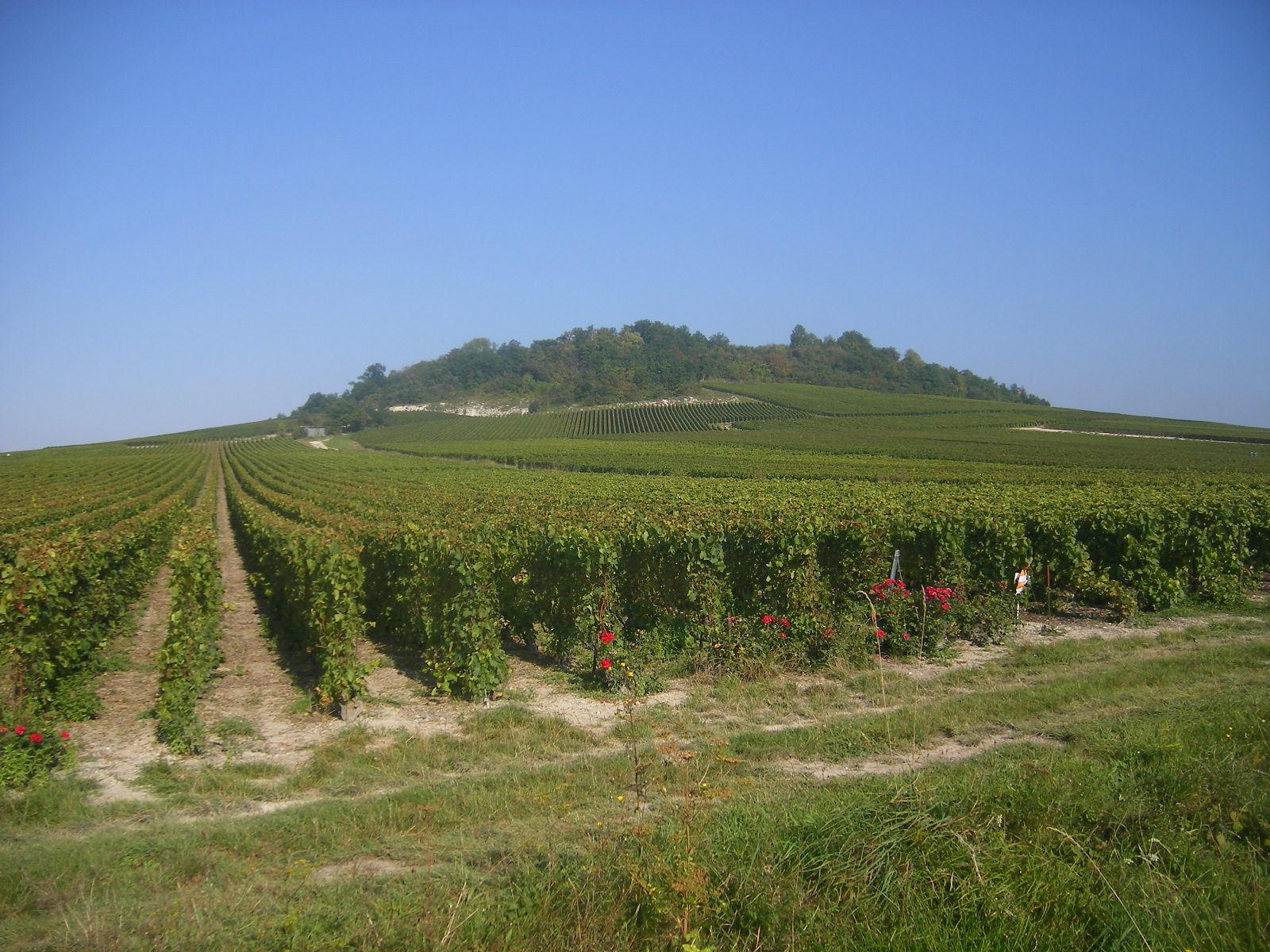
Mont Aimé szőlőültetvényei